# Хейтс, Адриан
Адриан Хейтс (нем. Adrian Hates; род. 17 января 1973 года в Дюссельдорфе, ФРГ) — музыкант, владелец музыкального лейбла Accession Records. Наиболее известен по своему проекту Diary of Dreams. Помимо Diary of Dreams имел ещё три сайд-проекта (в том числе под названием Adrian Hates), однако ни один из них не был доведён до конца.

## Музыкальная деятельность
В 1992 году Адриан в качестве бас-гитариста присоединился к немецкой готик-рок-группе Garden of Delight, которую оставил в 1997 году. До этого в конце 1980-х годов им был создан собственный проект под названием Diary of Dreams, который первоначально двигался в направлении дарквейв, впоследствии перейдя на synthgoth стилистику.
Адриан перфекционистски относится к своему творчеству, будь то его звуковое или визуальное воплощение. Например, заказывает в известных дизайнерских домах специальные линии одежды для концертов Diary of Dreams — в зависимости от концепции выступления.

Адриан Хейтс: «К концертным выступлениям я отношусь как к театральному действу. Они должны быть яркими, впечатляющими, запоминающимися. Ведь вы же не видите оперных певцов в домашних халатах или спортивных костюмах, верно? Вы хотите шоу, чего-то особенного, лежащего за пределами окружающей действительности. Визуальная часть очень важна: она создает атмосферу, антураж, настроение. И это работает не только на публику: надевая сценические одежды за кулисами, я автоматически вхожу в образ, готовлюсь стать частью театрального действа. Это магический обряд, позволяющий перенестись в другое измерение… Я считаю, в искусстве нет мелочей, в том числе и в том, что касается его „обложки“. Графический дизайн в оформлении дисков и предметов мерчендайзинга, одежда и внешний облик музыкантов — все, даже то, как выглядит твоя гитара и как расположены клавишные на сцене, имеет значение. Это части единой концепции.»

В 2016 году Адриан Хейтс вместе со своим старым другом Торбеном Вендтом из Diorama сделали совместный концертный тур, получивший название Coma Alliance. Музыканты настолько вдохновились этим сотрудничеством, что два года спустя решили объединить свои музыкальные усилия под уже устоявшейся вывеской, но только в рамках отдельного музыкального проекта. Так появился Coma Alliance, к которому также присоединились музыканты возглавляемых Вендтом и Хейтсом Diorama и Diary of Dreams. В 2018 году вышел дебютный альбом проекта, озаглавленный как Weapon of Choice. На композицию «Royd» был также представлен клип, съёмки которого прошли в Литве. В 2019 году проект отправился в большое турне по Германии и России.

## Музыкальные предпочтения
В детстве Адриан слушал классическую музыку (в чём заслуга его родителей). Повзрослев, Адриан стал интересоваться такими группами и проектами, как Kraftwerk, Ховард Джонс, Front 242, OMD, Depeche Mode и т. д., которые обозначили дальнейшее пристрастие музыканта к электронной музыке. Также к любимым музыкальным направлениям Адриан относит готик-рок образца 80-х годов.

## Дискография

### Garden of Delight
- 1993 — Sargonid Seal
- 1994 — Necromanteion
- 1995 — Symbol and Vision
- 1996 — Exodus

### Diorama
- 1999 — Pale (гостевое участие — гитара, бэк-вокал, продюсирование)

### Clan of Xymox
- 1999 — Creatures — программирование («Without A Name»)

### .Com/kill
- 2013 — .Com/Kill

### Coma Alliance
- 2018 — Weapon of Choice

## Другое
- Согласно клипу «monster divine», рост Адриана в районе 6’0,5"-6’1".